# Enquin-sur-Baillons
Enquin-sur-Baillons – miejscowość i gmina we Francji, w regionie Hauts-de-France, w departamencie Pas-de-Calais.
Według danych na rok 1990 gminę zamieszkiwało 159 osób, a gęstość zaludnienia wynosiła 32 osób/km² (wśród 1549 gmin regionu Nord-Pas-de-Calais Enquin-sur-Baillons plasuje się na 1050. miejscu pod względem liczby ludności, natomiast pod względem powierzchni na miejscu 681.).